# Ассоциация (химия)
Ассоциация (от лат. associare — соединять) — объединение простых молекул или ионов в более сложные, не вызывающее изменения химической природы вещества. Различают ассоциацию ионов и ассоциацию молекул. Образование ионных ассоциатов основано на проявлении электростатических сил. Простейшие ионные ассоциаты состоят из двух или трех ионов и представляют собой нейтральные или заряженные частицы:
Ассоциация молекул обусловливается действием межмолекулярных сил. Примером ассоциации молекул является вода (Н2О)x (см. Водородная связь). Ассоциация влияет на свойства растворов, играет важную роль в процессах образования комплексных соединений.